# اچ‌ام‌اس رستوریشن (۱۶۷۸)
اچ‌ام‌اس رستوریشن (۱۶۷۸) (به انگلیسی: HMS Restoration (1678)) یک کشتی بود که طول آن ۱۵۰ فوت ۶ اینچ (۴۵٫۹ متر) بود.